# Combustion d'un alcane
Pour les articles homonymes, voir Combustion (homonymie).
La combustion d'un alcane est la réaction chimique impliquant un alcane lorsqu'il brûle avec du dioxygène.

## Principe
La combustion complète d'un alcane CnH(2n+2) dans le dioxygène O2 est une réaction chimique produisant du dioxyde de carbone CO2 et de l'eau H2O selon l'équation-bilan suivante :
avec :
- réactifs : alcane et dioxygène ;
- produits : dioxyde de carbone et eau ;
- n : nombre d'atomes de carbone dans la molécule d'alcane.

La combustion incomplète d'un alcane peut provoquer la formation de monoxyde de carbone, à l'origine de nombreuses intoxications domestiques qui peuvent s'avérer mortelles.

## Exemples
CH4 + 2 O2 → CO2 + 2 H2O + chaleur
Éthane

2 C2H6 + 7 O2 → 4 CO2 + 6 H2O + chaleur
Propane